# Observation
L'observation est un des régimes de la preuve scientifique : c'est une expérience d'accumulation et de recueil d'informations sur un phénomène, un objet d'étude, en absence de variables ou sans contrôler les variables et les paramètres. L'observation est une étape différente, et souvent complémentaire, d'une expérimentation ou expérience dite contrôlée.
Elle permet de valider/invalider des hypothèses ou de vérifier des observations ou des expérimentations antérieures. Ce stade de la recherche est indispensable dans tous les domaines scientifiques, dans les sciences naturelles comme dans les sciences humaines et sociales, par exemple en psychologie.
L'observation, en tant que régime de preuve, fait partie des sciences palétiologiques ou historiques mais participe également à toutes les expériences scientifiques,,.
Les observations peuvent être :
- qualitatives : seule l'absence ou la présence d'une propriété est notée ;
- quantitatives : si une valeur numérique est attachée au phénomène observé par comptage ou mesure.

## Histoire
Même si les scientifiques ont toujours examiné la nature, l'observation en tant que telle n'a pas toujours fait partie de la méthode scientifique et le sens attribué à ce mot a varié au cours de l'histoire.
Au Moyen Âge, l'observation existe sous la forme de techniques ou de pratiques mais ne fait pas l'objet d'une réflexion méthodologique particulière. Le mot latin observatio est surtout utilisé pour décrire la connaissance pratique que des marins, des cultivateurs, etc. ont de la nature. Dans la science, ce sont plutôt les termes experimentum ou experientia qui sont utilisés. La connaissance est avant tout conçue comme un dialogue avec les autorités.
À partir de la Renaissance, le mot observation, très souvent utilisé dans les titres d'ouvrages, devient le nom d'un genre d'écrit scientifique. Francis Bacon, dans son Novum Organum, propose de refonder le savoir scientifique sur l'induction et l'observation. Les progrès en anatomie témoignent de ce nouveau rapport au réel.
Un changement important advient dans la seconde moitié du XVIIIe siècle avec la parution de traités scientifiques explicitement consacrés à l'observation et plus uniquement à l'expérience : L'Art d'observer de Jean Senebier (1775), notamment, qui introduit la différence entre l'observation et l'expérimentation. L'observation des Lumières repose davantage sur l'analyse des relations entre les phénomènes que sur leur perception sensible. Elle est avant tout un talent, le « génie observateur » : ce n'est qu'au cours du XIXe siècle qu'elle sera peu à peu pensée comme une méthode à proprement parler. La fin des Lumières correspond par ailleurs à un changement de « régime de perception » et à une nouvelle façon de concevoir la vue, désormais inscrite dans la physiologie et dans le temps.
Au XIXe siècle, Auguste Comte contribue à disqualifier l'observation introspective au profit d'une observation extérieure des objets et des phénomènes. Cette observation doit se conformer au nouveau dogme scientifique de l'objectivité, supposant une reproduction mécanique du monde. Claude Bernard, dans son Introduction à l'étude de la médecine expérimentale, fixe la définition positiviste du terme en l'opposant à l'expérimentation.
Durant le XXe siècle, l'histoire de l'observation se diversifie selon les disciplines. L'observation participante, consistant à observer un groupe humain en y jouant un rôle, est développée par les sociologues de l'école de Chicago avant d'être reprise par la sociologie et l'ethnographie. En physique, la découverte des propriétés quantiques soulève des questions épistémologiques tenant au fait que l'observation détermine ici toujours les phénomènes et qu'on ne peut plus clairement faire une distinction entre les faits et la théorie. Des questions similaires se posent dans d'autres domaines comme la médecine, où l'observation transite souvent par des instruments ou des machines.
La fin du XXe et le début du XXIe se caractérisent enfin par une critique de l'objectivité, particulièrement dans les sciences humaines, au profit d'une conception plus « située » du savoir.

## Méthode scientifique
La méthode scientifique consiste à observer les phénomènes naturels pour formuler et tester des hypothèses. Telle qu'elle a été conceptualisée par Michel-Eugène Chevreul en 1856, elle passe par trois étapes : l'observation, l'hypothèse et l'expérimentation.

## Formulation d'hypothèse

### Processus itératif d'observation
Un autre processus consiste à formuler une hypothèse qui répond provisoirement à la question, en suivant les étapes suivantes :
1. Prévoir des conséquences logiques et observables de l'hypothèse qui n'ont pas encore été étudiées ;
2. Tester les prédictions de l'hypothèse par une méthode expérimentale, une étude d'observation, une étude sur le terrain ou une simulation ;
3. Tirer une conclusion des données recueillies lors de l'expérience, réviser ou re-formuler l'hypothèse et réitérer le processus ;
4. Rédiger une description de la méthode d'observation et des résultats ou conclusions obtenus ;
5. Demander à des pairs ayant l'expérience de la recherche sur le même phénomène d'évaluer les résultats.

Les observations jouent un rôle plus important dans la deuxième et cinquième étape de la méthode scientifique présentée ci-dessus. Cependant, afin de reproduire une méthode implique que les observations de différents observateurs puissent être comparables. Nos impressions sensorielles humaines sont subjectives et qualitatives, ce qui les rend difficiles à enregistrer ou à comparer.

### Mesurer les observations
L'utilisation de mesures s'est développée afin de permettre l'enregistrement et la comparaison d'observations faites à différents moments et en différents lieux, par différentes personnes. Cette mesure consiste à utiliser l'observation et à comparer le phénomène observé à une unité standard. Cette unité standard peut également être un artefact, un processus ou une définition qui peut être dupliqué ou partagé par tous les observateurs.
Dans une mesure, on compte le nombre d'unités standard qui est égal à l'observation. Cette mesure réduit une observation à un nombre qui peut être enregistré. Puis, deux observations qui aboutissent au même nombre seront égales dans le cadre de la résolution du processus.
Par ailleurs, les sens humains ont leurs limites physiques et peuvent être sujets à des erreurs de perception, telles que les illusions d'optique. Les instruments scientifiques se sont donc développés pour assister les chercheurs dans leurs capacités d'observation. Par exemple, les balances, les horloges, les télescopes, les microscopes, les thermomètres, les appareils photo, les caméras, les magnétophones, etc.
D'autres instruments traduisent sous une forme perceptible des événements qui ne sont pas observables par les sens, tels que les indicateurs de pH, les voltmètres, les spectromètres, les caméras infrarouges, les oscilloscopes, les interféromètres, les compteurs Geiger, les récepteurs radio, etc.

### L'effet observateur
Un des problèmes rencontrés dans la majorité des domaines scientifiques est que l'observation peut affecter le processus observé. C'est-à-dire que l'observation entraîne un résultat différent de celui obtenu si le processus n'était pas observé. C'est ce qu'on appelle l'effet observateur.
Par exemple, il n'est normalement pas possible de vérifier la pression d'un pneu de voiture sans laisser échapper une partie de l'air contenue dans le pneumatique.
Néanmoins, dans la plupart de ces domaines scientifiques, il sera possible de réduire les effets de l'observation à un niveau insignifiant en utilisant de meilleurs instruments.
Toutes les formes d'observation, qu'elles soient humaines ou instrumentales, sont considérées comme un processus physique. Ce qui implique une amplification. Ils sont donc des processus thermodynamiquement irréversibles qui augmentent l'entropie.

## Paradoxes
Dans certains domaines scientifiques spécifiques, les résultats d'une observation particulière diffèrent en fonction de facteurs moins importants dans l'observation quotidienne. Celles-ci sont généralement illustrées par des « paradoxes » dans lesquels un événement apparaît différent lorsqu'il est observé de deux points de vue différents, qui semblent contredire le « bon sens ».